# Isoloma pellaeiforme
Isoloma pellaeiforme là một loài thực vật có mạch trong họ Dennstaedtiaceae. Loài này được (H. Christ) Tardieu miêu tả khoa học đầu tiên năm 1952.